# Америй
Америй Македонски (на старогръцки: Αμερίας ο Μακεδών, в превод Америй Македонецът) е античен македонски гръцки лексикограф от III век пр. Хр. Известен е с речника си „Глоси“ (Γλῶσσαι), в който се интерпретират редки думи, а също така и с произведението „Ризотомикос“ (Ῥιζοτομικός), етимологичен трактат, съдържащ много термини, свързани с ботаниката и готвенето. Запазен е в цитати в творбите на Исихий Александрийски и Атеней.
От заглавията и от думите на Атеней става ясно, че Америй не е написал изключително македонски речник, а подобно на повечето от александрийските граматици е включил и омирова лексика. От думите му само една е идентифицирана като чисто македонска σαυᾶδαι, „силени“. Атеней многократно го нарича македонец в своите трудове и като единственият известен античен лексикограф от македонски произход, се смята, че неговият речник представлява езика на древна Македония